# Chuzpe – Klops braucht der Mensch!
Chuzpe – Klops braucht der Mensch! (Alternativtitel: Chuzpe – Nicht von dieser Welt) ist eine deutsch-österreichische Fernseh-Tragikomödie mit Dieter Hallervorden, Anja Kling und Franziska Troegner aus dem Jahr 2015. Die Regie führte Isabel Kleefeld, die bereits bei anderen Fernsehfilmen als Regisseurin tätig war. Die deutschsprachige TV-Premiere war am 5. September 2015 auf Das Erste.

## Handlung
Edek Rotwachs ist ein Holocaust-Überlebender, der Deutschland einst verlassen hat, um in Australien zu leben. Er ist seit fünf Jahren Witwer und seine Freunde leben nicht mehr. Seine Tochter Ruth überredet ihn, wieder nach Deutschland zu kommen und bei ihr mit Ehemann Georg und Sohn Zachy in Berlin zu leben. Bald geht er ihr auf den Wecker, denn er hat keine Lust, still in der Ecke zu sitzen und auf den Tod zu warten. Er wandert verloren durch die Stadt, dabei hört er im Geiste das Stiefelgetrappel und Kindergelächter von früher.
Erst stellt er Ruths Büro auf den Kopf. Mit Hilfe von Zachy findet er per Internet seine polnische Liebe Zofia und zieht mit ihr und deren Freundin Valentina zusammen. Dann will er mit beiden ein Fleischklops-Restaurant aufmachen, allerdings jwd, wie der Berliner sagt. Seine Tochter hält diesen Plan nicht für erfolgversprechend, zumal sie gegenüber Zofia von Anfang an skeptisch ist. Doch sie irrt sich. Schon bald ist das Lokal sehr beliebt und für seine deftige Hausfrauenkost bekannt.
Als Edek, der, als ein Fernsehteam über sein Restaurant berichten will, einen Herzinfarkt erleidet, begleitet Ruth ihn aus Angst um sein Leben im Krankenwagen und versöhnt sich wieder mit ihm. Im Krankenhaus erfährt sie, dass er den Infarkt überstanden hat. Schließlich treffen sich Edek, Ruth, Georg, Zachy, Zofia und Valentina zu einem Versöhnungsessen, bei dem Edek und Zofia bekannt geben, dass sie heiraten wollen. Der Film endet mit einem Tanz aller Anwesenden.

## Hintergrund
- Das Wort „Chuzpe“ bezeichnet eine Frechheit, Dreistigkeit und Unverschämtheit.
- Vorlage ist der Roman You Gotta Have Balls von Lily Brett, deutsch: Chuzpe, aus dem Englischen von Melanie Walz, es existiert eine Bühnenfassung als gleichnamige Komödie.
- Der Film war Teil des Themenabends rund um Dieter Hallervorden am Samstag, 5. September 2015. Der Anlass zur Ausstrahlung war der achtzigste Geburtstag von Hallervorden.
- Die Produktionsfirma ist Universum Film.
- Seit dem 19. Dezember 2015 ist der Film auf DVD erhältlich, wurde jedoch bisher auf Blu-ray nicht veröffentlicht.

## Kritiken
„‚Chuzpe‘ ist eine sanfte melancholische Komödie. […] ‚Chuzpe‘ ist vorzüglich ausgedacht, wunderbar umgesetzt, auch in den Nebenrollen bestens besetzt und großartig gespielt. Vor allem Anja Kling ist als pessimistischer Gegenentwurf zum lebensbejahenden Edek eine vortreffliche Ergänzung, zumal sie ihre Figur nicht komödiantisch anlegt; komisch wird die Geschichte erst durch die Konfrontation mit den Umständen. Großartig sind schon allein Ruths indignierte Blicke angesichts der überbordenden Herz- und Weiblichkeit von Zofia, die sich nicht nur als Edeks Geschäftspartnerin entpuppt. Darüber hinaus ist es den Verantwortlichen hoch anzurechnen, dass das Holocaust-Thema keineswegs versteckt wird. Gerade der Kontrast zwischen Edek, der allen Grund dazu hätte, überall nur halbleere Gläser zu sehen, und seiner ständig schwarz sehenden (und entsprechend gekleideten) Tochter macht den großen Reiz dieser sympathischen Komödie aus.“

„Leider tüncht der Film nahezu alle Dialoge mit aufdringlicher Klarinettenmusik zu – ohne die kommt offenbar kein Film mit jüdischer Thematik aus. Einige romantische Musikstücke indes gibt es aber auch. Insgesamt hätte der Film deutlich mehr Tempo und etwas weniger Dialekt gut vertragen können.
Die Schauspieler agieren allerdings mit großer Spielfreude, vor allem Franziska Troegner als dralle Klopsköchin. Die Rolle für Anja Kling ist etwas undankbar geraten, da sie viel mit den Augen rollen und sich entrüsten muss: ‚Ich fasse es nicht.‘ […]
Die Rolle des Edek Rotwachs haben auf den Theaterbühnen bereits Joachim Bliese (Hamburg) und Otto Schenk (Wien) gespielt. Im Gespräch mit der Nachrichtenagentur dpa in Hamburg erzählt Dieter Hallervorden über seine Figur: ‚Diese Rolle war eine ungeheure Herausforderung. Wenn sich jemand im Alter von über 80 Jahren entschließt, alle Brücken abzubrechen und ein neues Leben anzufangen gerade dort, wo ihm so übel mitgespielt worden ist – dann muss das schon eine Person sein, die wirklich bereit ist, das bisher geführte Leben völlig umzukrempeln. Diese Figur ist quasi ein Vulkan aus Gefühlswelten, und die Rolle ein schmaler Grat zwischen Schmunzeln und zutiefst Berührtsein. Edek nimmt sein Leben also nochmals in beide Hände nach dem Motto: Solange man Kind bleibt, wird man nicht wirklich alt.‘“

„Dabei hagelt es Klischees: Der Emigrant aus dem fernen Melbourne spricht zwar fließend Deutsch, muss aber unregelmäßig »jiddeln« oder das »R« rollen. Und mit dem deutschen Satzbau tut Edek sich natürlich auch schwer. Wenn Hallervorden schlagfertig sein darf, kommt dann doch die Berliner Schnauze ziemlich akzentfrei durch.
[…] Chuzpe – Klops braucht der Mensch unterfordert den Zuschauer leider permanent. […]
In der Vorlage kommt der 87-jährige Edek von Australien nach New York. Die Handlung nach Deutschland zu verlegen, schafft unnötige dramaturgische Löcher. So versteht man nie, seit wann die so superdeutsch wirkende Tochter eigentlich in Berlin lebt und warum das Verhältnis zum Vater so eng ist. Weigerte sich der Vater doch hartnäckig, wieder deutschen Boden zu betreten, und blieb bis auf einige Abstecher nach Marseille immer im fernen Australien.
Frei nach dem Motto »Man spricht Deutsch« ist auch die Rolle der Zofia mit Franziska Troegner besetzt. Sie spielt durchaus überzeugend, wirkt aber trotz Akzent nie wie eine Polin. Es ist ärgerlich, wie sehr das deutsche Fernsehen internationalen Trends hinterherhinkt. Berlin wird als Metropole auch sprachlich immer multikultureller, aber das Fernsehen scheut nach wie vor die Mehrsprachigkeit dieser Stadt. Wer schon kulturell derart eindimensional bleibt und bei den Darstellern so auf Nummer sicher geht, riskiert auch sonst nichts. Hier wird »gute Fernsehunterhaltung« am Reißbrett konstruiert.“